# 山保村
山保村（やまほむら）は山梨県西八代郡にあった村。現在の市川三郷町山保、南巨摩郡身延町のうち身延線久那土駅の北東の山間部にあたる。

## 地理
- 山：大畠山、蛾ヶ山
- 湖沼：四尾連湖

## 歴史
- 1889年（明治22年）7月1日 - 町村制の施行により、山家村、三保村の区域をもって発足。
- 1955年（昭和30年）4月1日 - 大字山家の一部（現・山保）が市川大門町、大字久保・嶺・大山および山家の一部（現・山家）が久那土村に分割編入。同日山保村廃止。
- 1956年（昭和31年）9月30日 - 久那土村が下部町・古関村・共和村と合併し、改めて下部町が発足。
- 2004年（平成16年）9月13日 - 下部町が南巨摩郡身延町・中富町と合併し、改めて南巨摩郡身延町が発足。
- 2005年（平成17年）10月1日 - 市川大門町が三珠町・六郷町と合併して市川三郷町が発足。